# Кіпельська сільська рада
Кіпе́льська сільська рада (рос. Кипельский сельский совет) — сільське поселення у складі Юргамиського району Курганської області Росії.
Адміністративний центр — село Кіпель.
Населення сільського поселення становить 1205 осіб (2017; 1324 у 2010, 1472 у 2002).

## Склад
До складу сільського поселення входять:
| Населений пункт        | Населення, осіб (2002) | Населення, осіб (2010) |
| ---------------------- | ---------------------- | ---------------------- |
| Єлизаветинка, присілок | 4                      | 23                     |
| Кіпель, село           | 980                    | 939                    |
| Крутоярка, присілок    | 119                    | 91                     |
| Лугова, присілок       | 73                     | 61                     |
| Падун, присілок        | 296                    | 210                    |